# Denise Céspedes
Denise Céspedes (Santos, 23 de junho de 1965) é uma empresária brasileira. Ex-modelo de sucesso, deixou as passarelas aos vinte e oito, após dez anos de carreira, e atualmente é sócia-diretora da agência Ford Models Brasil.
Denise Céspedes começou na carreira de modelo aos dezoito anos, através de um concurso promovido pela revista Capricho. Consolidou-se na profissão no fim da década de 1980 com desfiles, capas e editoriais para revistas como Cláudia, Manequim, Nova, entre outras. Como parte do casting da extinta agência Class Modelos, fez trabalhos nos Estados Unidos, Alemanha, Japão, Suíça e França.
Natural da Baixada Santista, onde viveu toda sua infância e adolescência junto com os pais e três irmãos, a empresária reside em São Paulo e é casada com o também empresário do mundo da moda Décio Ribeiro, com quem tem três filhos, Gabriel, Giovanna e Rafael. O casal se conheceu num desfile da marca Ellus enquanto os dois ainda eram modelos.
A mãe da empresária faleceu em 2013 em Santos, onde ocorreu sua missa.[carece de fontes?]